# Mil Mi-26
El Mil Mi-26 o MI-26 (en rus: Ми Ми-26, designació OTAN: «Halo») és un helicòpter soviètic i rus, amb capacitat d'elevar fins a vint tones i transportar-les a més de 500 quilòmetres. Va volar per primera vegada el 1977 i la seva producció en cadena va començar el 1981 a la fàbrica d'helicòpters Mil de Moscou, actualment contínua evolucionant amb 316 helicòpters construïts a data de 2019.
És l'helicòpter més gran i potent produït en sèrie al món, i es tracta de l'helicòpter mono-rotor més gran que alguna vegada s'hagi fabricat, entre d'altres característiques úniques. L'helicòpter prototip bi-rotor denominat Mil Mi-12 és més gran, però mai es va fabricar en sèrie. D'altra banda, es tracta del primer amb un rotor principal de vuit pales disposades i en angle de 45 graus sexagesimals entre cada parell d'elles.

## Disseny i desenvolupament
Dissenyat per proporcionar, a l'exèrcit soviètic i a la companyia Aeroflot, un helicòpter pesat per a operacions en regions no desenvolupades del país, llocs remots i de difícil accés, transport de personal, equip i personal militar, al llarg de tot el país, per la gran extensió territorial de la Unió Soviètica. El projecte es va dur a terme amb el lideratge de l'enginyer cap Gennady Smirnov. Entre els anys 1971 i 1972, el projecte Mi-26 (anomenat en aquest moment, «producte 90») amb dos nous motors de turboeix D-136 es va aprovar pel consell científic i tècnic de l'URSS.
Aquest aparell va començar la seva vida operativa a principis dels anys setanta, tan aviat com es va evidenciar que el disseny experimental de l'helicòpter birrotor V-12, futur Mi-12, no podria complir aquestes missions.
Va requerir, no obstant això, el llarg i costós desenvolupament d'un sistema dinàmic completament nou, amb rotor i sistema de transmissió adequats, precisament el inconvenient que l'equip de disseny Mil pretenia evitar amb el disseny més complex de l'anterior helicòpter V-12. Al principi es va plantejar el usar dos rotors com l'equivalent nord-americà CH-47 Chinook o el Yak-24, però es va decidir usar l'esquema clàssic d'un sol rotor. D'aquesta manera s'aconseguia reduir de manera important el pes de l'helicòpter i augmentar la capacitat de càrrega.
També per disminuir el pes, es va usar aliatge de titani per les boixes del rotor principal i construir les pales del rotor en fibra de vidre completament (a diferència del Mi-6, construïdes en fusta). Les preses d'aire estaven cobertes o a prova de clima àrid per no afectar la capacitat dels motors.
Això va significar, donada la necessitat de complir amb el requisit oficial, de ser capaç de despegar amb una càrrega màxima doble del seu pes en buit El 14 de desembre del 1977, el prototip de l'helicòpter, designat V-26, es va elevar durant cinc minuts. El 21 de febrer del 1978
Anomenat pels pilots com a «vaca», de configuració general similar a l'anterior disseny d'helicòpter pesat Mil MI-6 i amb un fuselatge de dimensions similars, el nou Mi-26 té un rotor de menor diàmetre però de vuit pales i una planta motriu de gairebé el doble de potència, amb dues grans turbines instal·lades sobre la cabina de comandament, circumstàncies que li permeten transportar una càrrega útil d'un 66 % superior a la de l'anterior Mi-6.
En el període del maig del 1979 a l'agost del 1980, el Mi-26 va passar les proves estatals i va rebre una recomanació per a la seva adopció per l'exèrcit soviètic.Amb la primera còpia de producció el 4 d'octubre, en sèrie de la màquina.
La capacitat va quedar demostrada el 3 de febrer del 1982 quan, com a resultat final d'una sèrie de rècords establerts pel nou aparell, un prototip de proves del Mi-26 va elevar una massa total (helicòpter més càrrega útil) de 56.768 quilograms fins a una altura de 2000 metres.
El 1996, un Mi-26 va establir un rècord Guinness en transportar al major grup de paracaigudistes de la història, 224 persones, que van saltar en paracaigudes de l'helicòpter en vol.

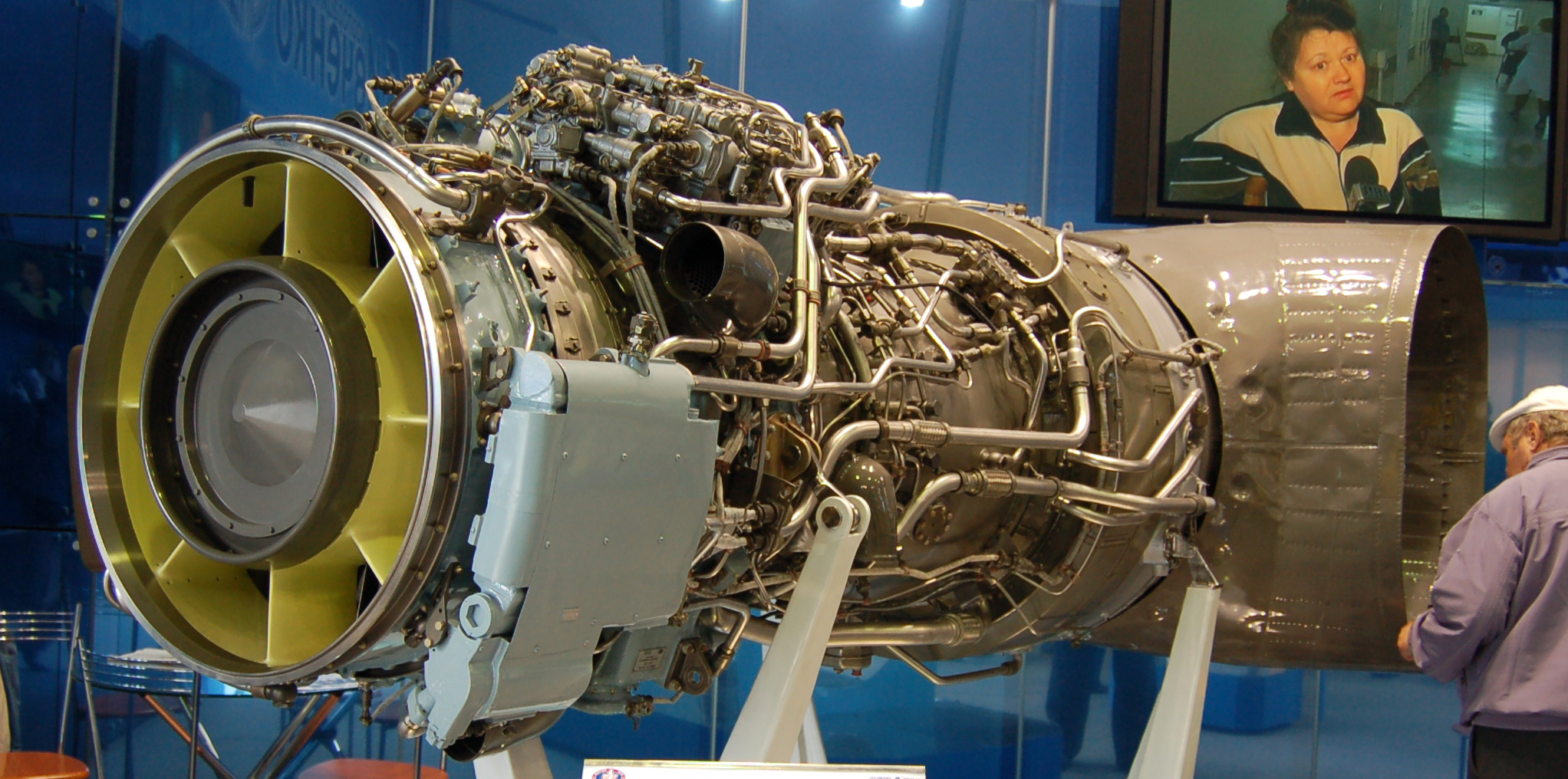
Motor D-136 a una exhibició.

Després de diversos anys de desenvolupament, des de l'època de la Unió Soviètica, on es van solucionar diversos problemes de disseny, és un helicòpter relativament nou en l'inventari rus, que encara està en producció en sèrie i és operatiu a alguns països, on s'ofereix per al transport de personal a llocs llunyans que no tenen una pista d'aterratge com la necessària per a que un avió comercial pugui operar. L'última versió en desenvolupament actualitza especialment l'electrònica de l'avió i millora o afegeix capacitats defensives o d'operació a qualsevol classe de clima.
La cabina de la tripulació està sobrepressuritzada per a condicions NRBQ (nuclears, radiològiques, biològiques i químiques). Juntament amb el Mi-24/35 i el HAL LCH, són els únics helicòpters del món amb cabina pressuritzada que s'han produït en sèrie. L'espai de càrrega no està pressuritzat.

## Variants
- V-29 - Prototip original.

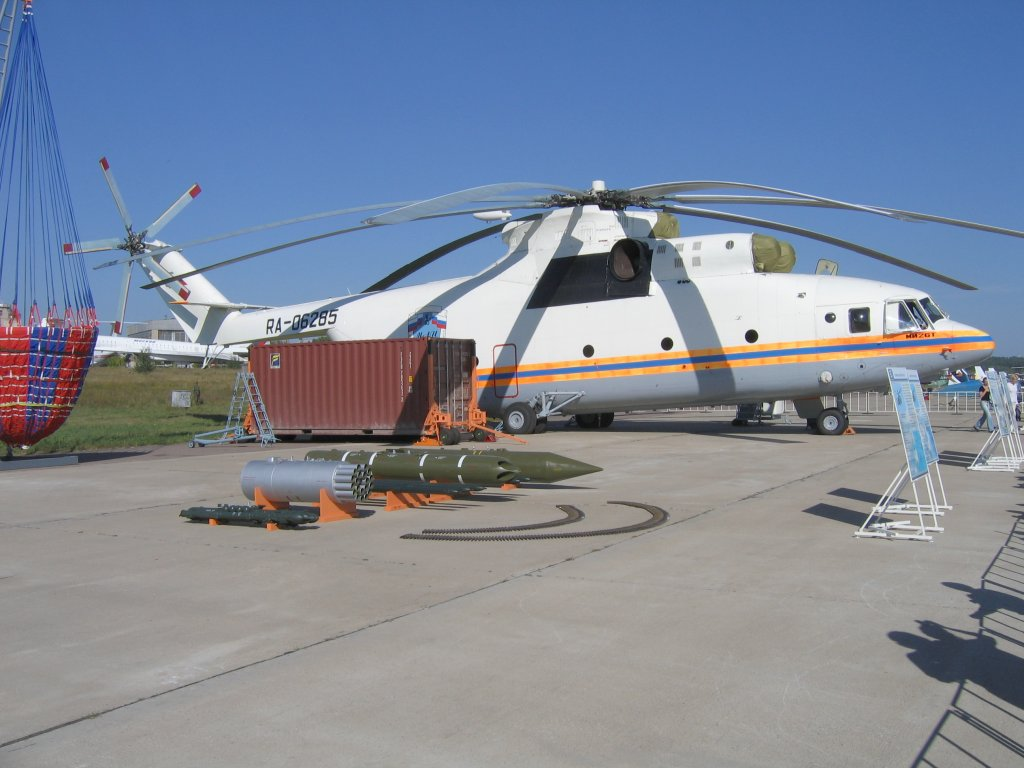
Mi-26T

- Mi-26 - Versió original, per al transport de càrrega militar.
- Mi-26A - Versió actualitzada i millorada del Mi-26.
- Mi-26M - Versió modificada i optimitzada per a un millor rendiment.
- Mi-26MS - Versió d'evacuació mèdica.
- Mi-26S - Versió modificada per prestar col·laboració a l'accident de Txernòbil.
- Mi-26NEF-M - Versió militar de guerra antisubmarina.
- Mi-26P - Versió per al transport civil, amb una capacitat màxima de 63 passatgers.
- Mi-26PK - Helicòpter grua.
- Mi-26PP - Versió optimitzada per a les transmissions radials («ràdio relay»).
- Mi-26T - Versió civil de transport, per a la càrrega i transport de mercaderies.
- Mi-26TC - Versió carguera o destinada al transport de càrrega.
- Mi-26T - Helicòpter grua (Versió diferent al Mi-26PK).
- Mi-26TP - Versió per a la lluita contra incendis.
- Mi-26TS - Versió d'exportació del Mi-26T.
- Mi-26TZ - Versió «tanquera» o cisterna de combustible.
- Mi-26T2 - Versió per a transport modernitzat, amb aviónica redissenyada.[9]

## Usuaris

### Militars
Algèria

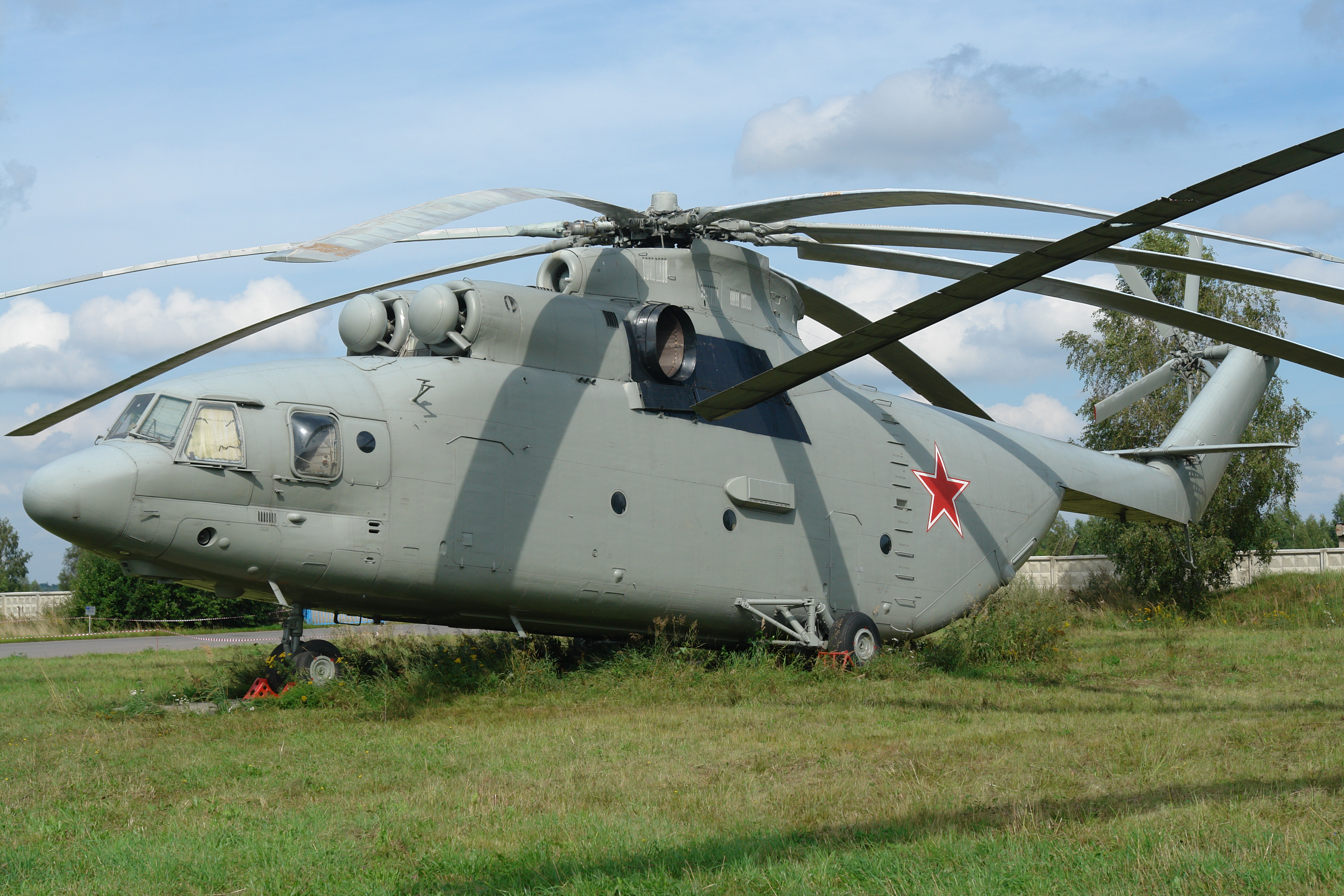
Un Mil Mi-26 en exhibició al museu moscovita de Monino), el 2006.

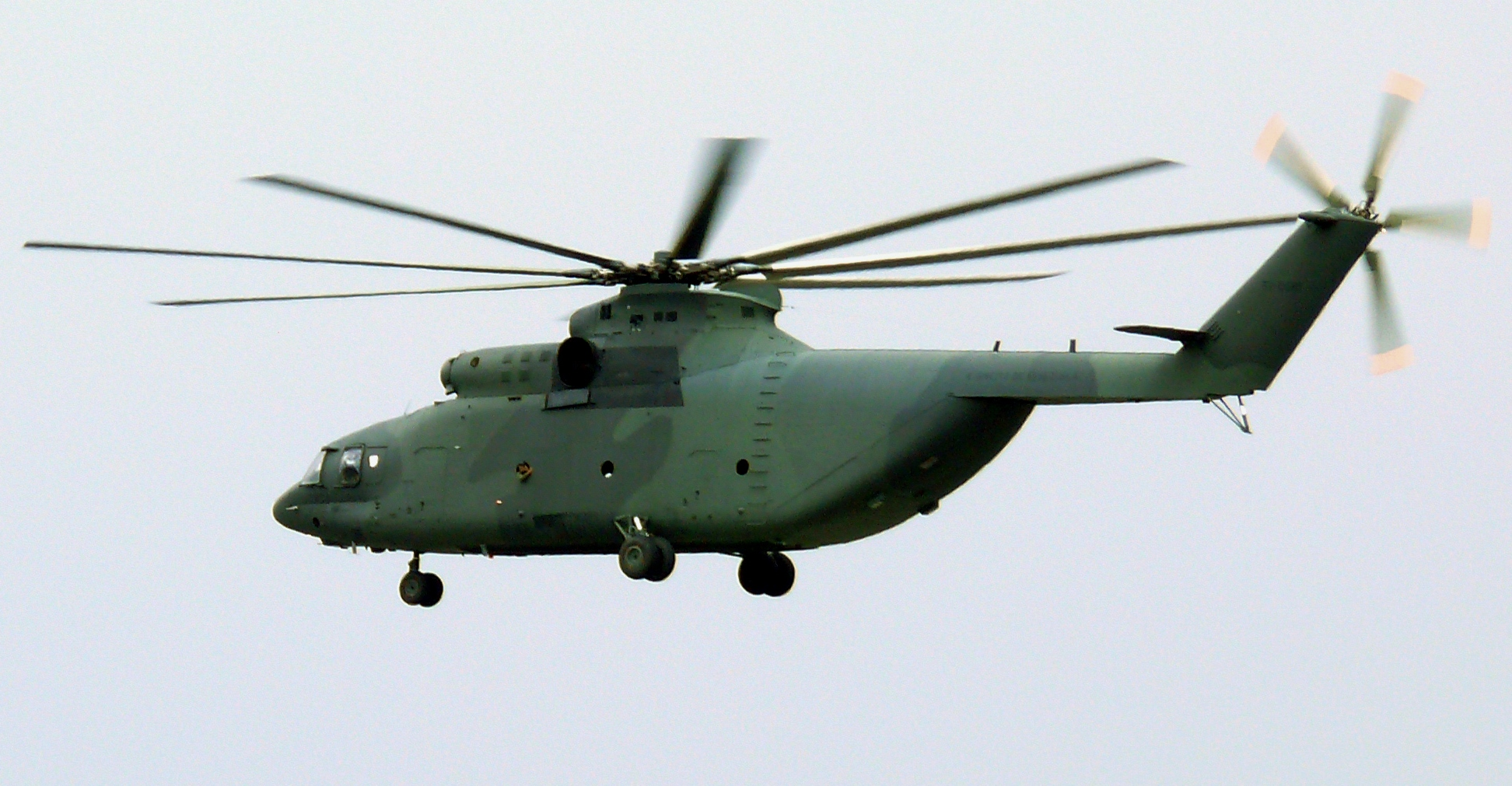
Mi-26 en Parada Militar sobre Caracas, Veneçuela.

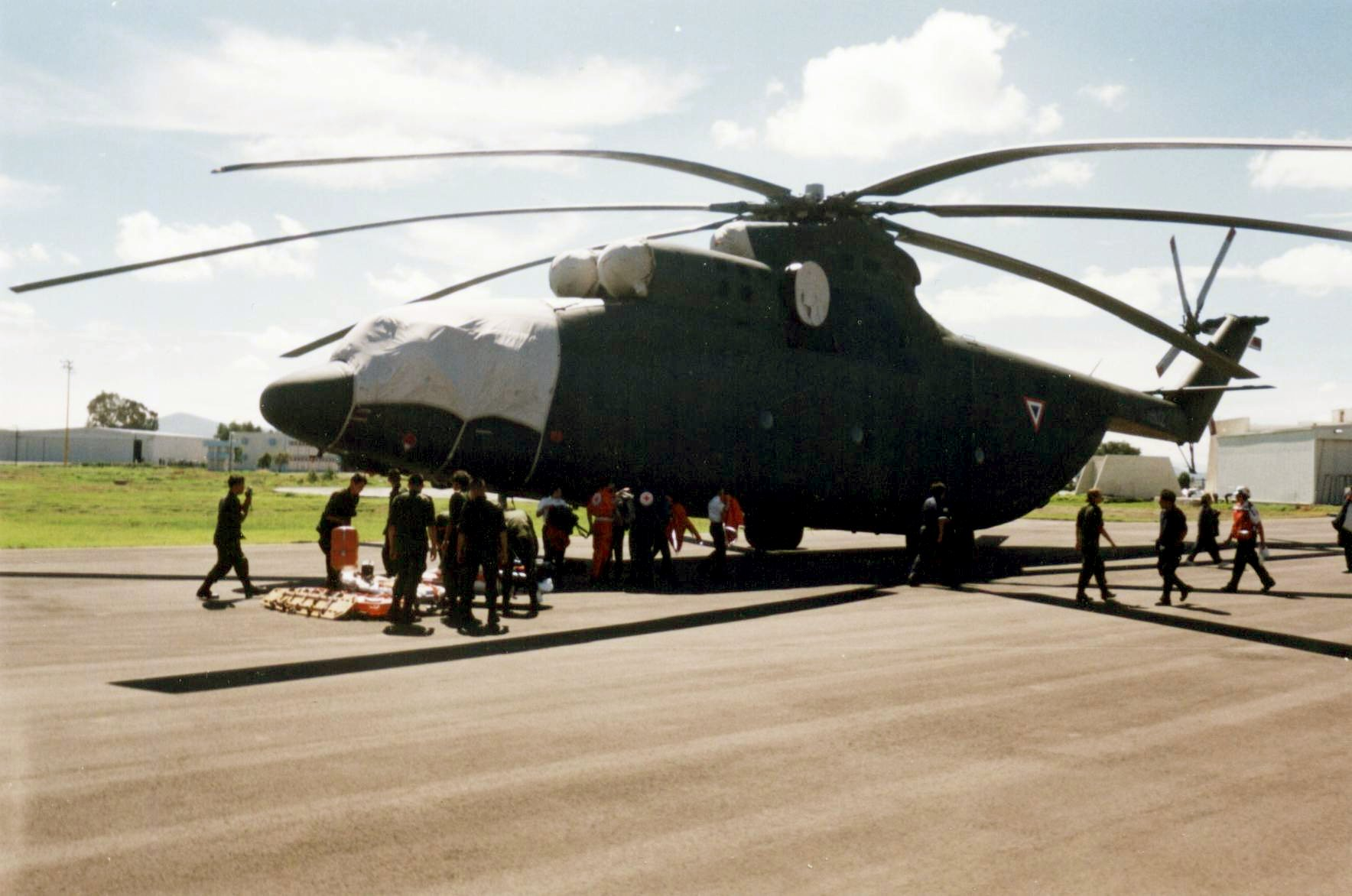
Mi-26 de la Força Aèria de Mèxic a la Base Aèria Militar No. 1 Santa Lucia.

- Força Aèria d'Algeria: 14 Mi-26T2 el 2018.[11][12]

 Belarús
- Força Aèria de Belarús operen 10 Mi-26, 5 més estan en emmagatzematge.

 República Democràtica del Congo
- Força Aèria de la República Democràtica del Congo va rebre una d'aquestes aeronaus.

 Índia
- Força Aèria Índia: 4 Mi-26.

 Laos
- Força Aèria de l'Exèrcit de l'Alliberament del Poble de Laos: 1 Mi-26.

 Mèxic
- Força Aèria Mèxic: 2 Mi-26T adquirits. 1 perdut en un accident i l'altre es troba fora de servei.[10]

 Nepal
- Servei Aeri de l'Exèrcit Nepalès: va rebre 2 Mi-26, un es va perdre a un accident.[cal citació]

 Corea del Nord
- Força Aèria de Corea del Nord: 4 Mi-26.

 Perú
- Exèrcit Peruà: 3 Mi-26.

 Rússia
- Força Aèria Russa: 25 Mi-26.[13]
- Exèrcit Rus

 Ucraïna

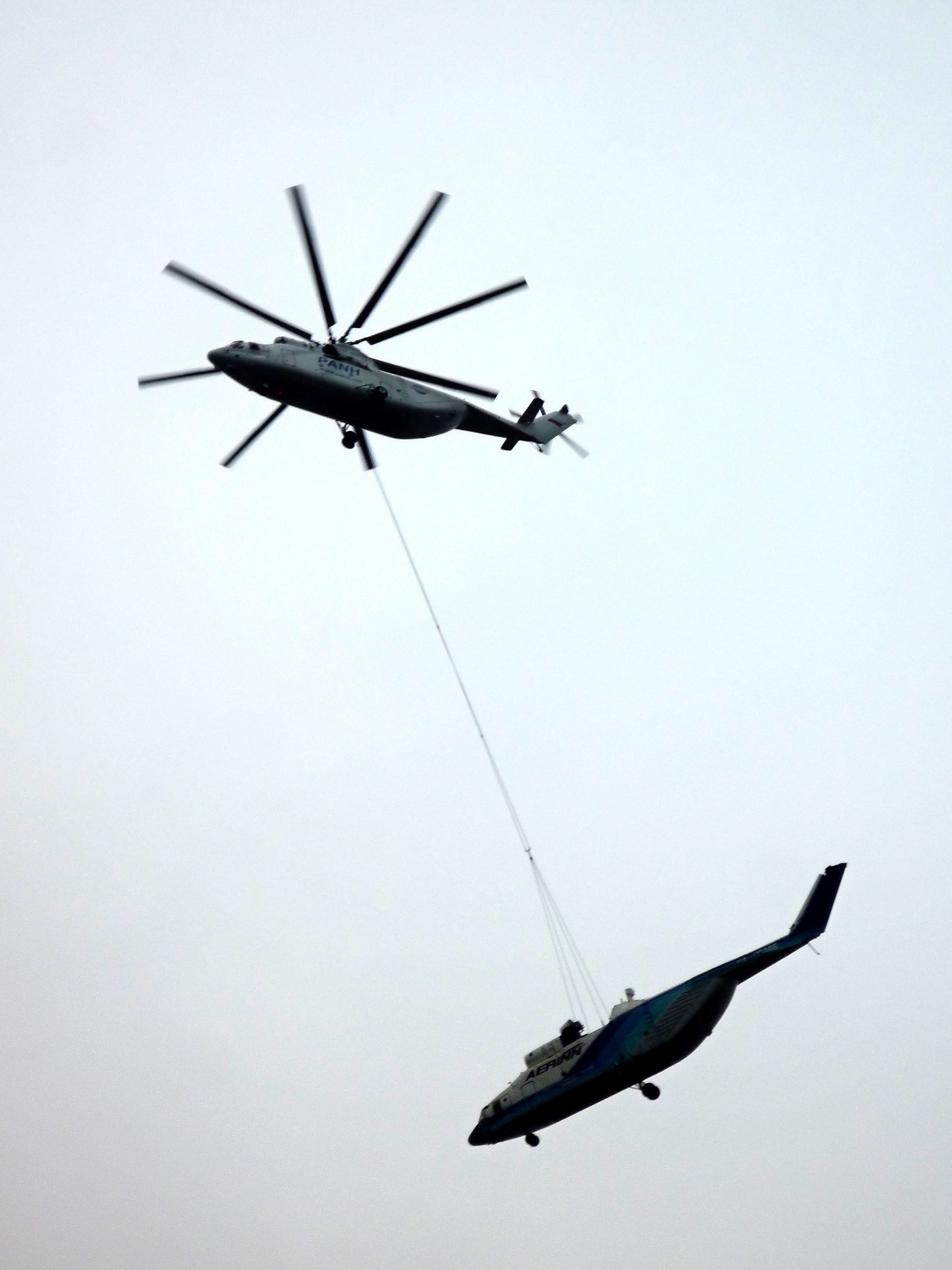
Foto d'un mil-26 portant com a càrrega un altre helicòpter.

- Força Aèria d'Ucraïna: 10 Mi-26, vuit unitats addicionals emmagatzemades.
- Forces Terrestres Ucraïneses:19 Mi-26,

 Uzbekistan
 Veneçuela
- Aviació de l'Exèrcit: tres Mi-26T2, adquirides el 2005.[14]

### Anteriors usuaris militars
Unió Soviètica
- Força Aèria Soviètica rebudes pels seus estats successors.
- Aviació Militar Soviètica

### Civils
Xina
- Xina Flying Dragon Aviation: 2 Mi-26T.

 Grècia
- Mi-26T per combatre incendis forestals.

 Índia
 Itàlia
- Corporazione Forestale dello Stato opera almenys una unitat del Mi-26T en el rol de apagaflames/bomber aeri.[15]

 Laos
 Perú
 Rússia
- Aeroflot
- Avialift Vladivostok
- UTair Aviation

### Anteriors usuaris civils
Unió Soviètica
- Aeroflot

## Història operacional

### Txetxènia
El 19 d'agost de 2002, separatistes txetxens durant la segona guerra txetxena van impactar a un helicòpter Mi-26 amb un míssil terra-aire, provocant la seva caiguda a un camp minat i un dels majors desastres de l'aviació russa. Un total de 127 russos van morir a l'accident. Una recerca va determinar que l'helicòpter va ser sobrecarregat, és a dir, l'helicòpter només pot portar al voltant de 80 persones, però estava transportant al voltant de 150. A la fi del 1997 s'havia prohibit la sobrecàrrega dels helicòpters per sobre d'aquesta capacitat, però en aquesta ocasió la tripulació havia fet cas omís.
En resposta a aquesta fallada, el president rus Vladímir Putin va ordenar una recerca dels militars responsables de la negligència. El comandant encarregat de l'helicòpter, el tinent coronel Alexander Kudyakov, va ser declarat culpable de negligència i violació dels reglaments de vol. Uns txetxens, acusats d'abatre l'helicòpter, van ser condemnats a cadena perpètua a l'abril de 2004.
Un Mi-26 va ser abatut el 2009, mentre aterrava prop de la ciutat Grozni, a Txetxènia. Segons el professor de l'acadèmia de ciències militars, Vadim Koziulin: «L'aparell transportava a oficials i soldats al lloc de la batalla. Els terroristes van deixar anar un míssil Iglà durant l'aterratge, i de 150 persones només es va poder salvar a 20. Probablement alguna cosa va tenir a veure el que l'aparell no hagués aconseguit molta altura».

### Txernòbil
El «Mi-26S» va ser una variant desenvolupada a tot córrer pel govern soviètic per col·laborar en les tasques de neteja i evacuació del desastre nuclear de Txernòbil. Les seves grans dimensions i versatilitat feien del Mi-26 un important mitjà de transport, tant per al trasllat de materials com també de personal militar i civil.
Les seves principals tasques van ser les d'evacuar a la població de les zones properes a l'accident, ajuda mèdica i deixar caure mescles aïllants en el nucli del danyat reactor. La versió modificada exclusivament per a les tasques de mitigació va ser equipada amb un tanc de líquids a la seva part posterior, on transportava una mescla aïllant que una vegada ruixada, permetia atenuar en part les emissions radioactives a l'atmosfera. Un sistema de filtres i pantalles muntades en la cabina de l'helicòpter protegien a l'equip durant els treballs a la zona Zero.
Avui, un gran nombre d'aquests helicòpters, es troben abandonats al cementiri de vehicles, que els liquidadors van usar durant el procés de neteja i construcció del sarcòfag que aïllaria el reactor afectat. En estar contaminats per haver rebut grans dosis de radiació, es troben en un lloc construït per al seu dipòsit al sud-oest de la central nuclear de Txernòbil, a l'anomenada «zona d'alienació».

### Afganistan
El Mi-26 va fer el seu debut a la guerra de l'Afganistan (1978-1992) el 1984. Les seves principals missions eren el transport d'equips, evacuar ferits i fins i tot rescatar helicòpters Mi-8 danyats.
El 2002, es va utilitzar l'helicòpter per extreure dos helicòpters nord-americans Boeing CH-47 Chinook danyats i un Eurocopter AS 532 Cougar de les muntanyes. El 2009, un Mi-26 va participar en l'operació de salvament i rescat d'un helicòpter Boeing CH-47 Chinook abatut pels talibans a l'Afganistan. L'exèrcit dels Estats Units desplegat al país no disposava de cap aparell capaç de rescatar en aquelles condicions a l'helicòpter Chinook.

### La guerra de Síria i l'exploració de l'Àrtic
Durant la primera dècada del segle xxi, el govern de Rússia ha emprès una campanya d'exploració i desenvolupament de l'Àrtic, a més de participar en la guerra civil siriana. L'experiència amb els helicòpters Mi-26 ha portat a modernitzar i millorar les capacitats de l'helicòpter amb l'última versió Mi-26T2. Aquesta versió té la capacitat certificada de volar en condicions de climes extrems, des de -40 a 50 graus centígrads, a més de nova aviónica amb capacitats automàtiques i noves defenses.

## Especificacions

### Característiques generals
- Tripulació: 6 (2 pilots, 1 navegador, 1 enginyer de vol,1 cap de càrrega, 1 operador de sistemes electrònics/ràdio)
- Carrega: 20.000 kg
  - Transport de tropes: 80 soldats.
  - Evacuació mèdica: 60 camilles.
- Longitud: 40,025 m
- Diàmetre rotor principal: 32,00 m
- Altura: 8,145 m
- Àrea circular: 789 m²
- Pes BUIT: 28.200 kg
- Pes carregat: 49.500 kg
- Pes màxim al despegar: 56.000 kg
- Planta motriu: 2× turboeix Lotarev D-136.
  - Potència: 8.380 kW 11.240 CV cada un.

### Rendiment
- Velocitat màxima operativa (Vno): 295 km/h
- Abast: 1.952 km
- Sostre de vol: 4.600 m